# Yakovlev Yak-1
El Yákovlev Yak-1 (en ruso: Як-1), conocido inicialmente como I-26, fue un caza monomotor de ala baja fabricado por la oficina de diseño soviética Yakovlev durante los años 40, cuyo diseño comenzó en noviembre de 1938. A partir de este modelo se desarrollaron otros modelos que se fabricaron en grandes cantidades, participando todos ellos en la Segunda Guerra Mundial con la Fuerza Aérea Soviética.

## Diseño

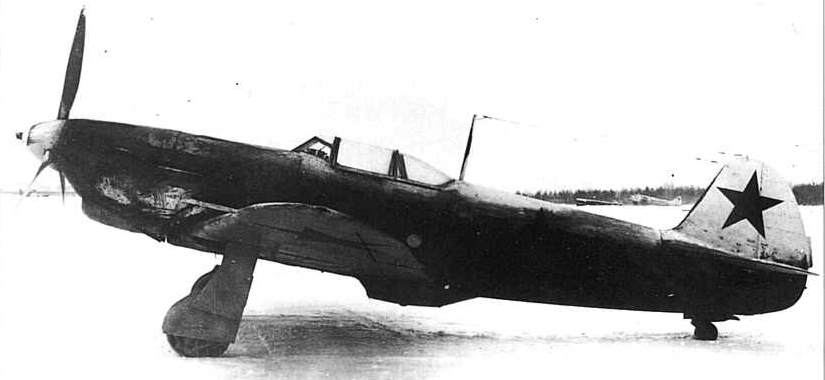
Yakovlev Yak-1b

Aunque antes de la Segunda Guerra Mundial, Yakovlev era más conocido por diseñar aviones deportivos ligeros, el bombardero ligero Yakovlev Yak-4 impresionó al gobierno soviético, por lo que ordenó al OKB el diseño de un nuevo caza que contara con un motor Klimov VK-106 V-12 refrigerado por líquido.
Las especificaciones formales fueron publicadas el 29 de julio de 1939, pidiendo dos prototipos: un I-26-1 que tuviera una velocidad máxima de 620 km/h a 6.000 metros de altitud, un radio de acción de combate de 600 km, subir a un techo de vuelo de 10 000 m en menos de 11 minutos, un armamento de 2 ametralladoras ShKAS de 7,62 mm y 1 ametralladora pesada Berezin BS de 12,7 mm; y un I-26-2 con un motor M-106 turboalimentado con una velocidad de 650 km/h a 10 000 m de altura, y armado con 2 ametralladoras ShKAS de 7,62 mm. El diseño se vio beneficiado por la amplia experiencia que tenía el equipo Yákovlev en el desarrollo de aviones deportivos. Debido al retraso del motor M-106, el diseño fue cambiado para incorporar el motor Klimov M-105 V-12, con un cañón ShVAK de 20 mm en la "V" del bloque del motor.
El I-26-1 realizó su primer vuelo el 13 de enero de 1940. El prototipo destacó por sus cualidades de vuelo, sin embargo,  sufrió frecuentes sobrecalentamientos del aceite que nunca fueron resueltos, lo que derivó en 15 aterrizajes de emergencia durante las primeras pruebas. El 27 de abril de 1940, el I-26-1 denominado Yak-1 se estrelló, resultando muerto el piloto de pruebas, Yulian I. Piontkovskiy. La investigación del accidente encontró que el piloto había realizado algunas acrobacias que se salían del plan de prueba, se tiene la hipótesis que indica que la desviación del plan de vuelo de Piontkovskiy radicaba en la frustración que sentía al ver que el I-26-1 se estaba empleando para pruebas de motor, mientras que el I-26-2 ya se encontraba haciendo  acrobacias aéreas.
La mala calidad de los sub ensamblajes proporcionado por los diferentes proveedores ocasionó que el I-26-2 pesara 400 kg más de lo proyectado, provocando que la estructura solo soportara un máximo de 4,4 G, además de que se mantenía el problema de sobrecalentamiento del motor. Los diversos defectos que tenía el I-26-2 hicieron que fallara la prueba oficial del modelo. Afortunadamente para Yakovlev, sus competidores, el I-200 (posteriormente designado Mikoyan-Gurevich MiG-3) y el I-301 (posteriormente Lavochkin-Gorbunov-Goudkov LaGG-3) también fallaron en las pruebas.
Las mejoras requeridas fueron incorporadas en el I-26-3, siendo entregado para pruebas el 13 de octubre de 1940, aun estando pendientes varias mejoras y el problema de sobrecalentamiento del motor.

## Variantes
I-26
Dos prototipos.
Yak-1
Primera versión de producción a partir de octubre de 1941, con motor M-105PA.
Yak-1b
Versión que contaba con una nueva cabina de burbuja, blindaje reforzado, las ametralladoras ShKAS fueron reemplazadas por una Berezin UBS, control eléctrico y neumático del control de tiro en vez del control mecánico, nueva palanca de control basada en el alemán Messerschmitt Bf 109, mejora del sistema de refrigeración, motor Klimov M-105PF con un mejor rendimiento en bajas altitudes. El primer vuelo (avión N.º 3560) alzó el vuelo en junio de 1942, entrando en producción en agosto de ese mismo año. Fueron construidos un total de 4.188 aparatos.
Yak-1M
Prototipo del Yakovlev Yak-3, con un ala más pequeña, sistema de refrigeración revisado, peso reducido y motor mejorado. Se construyeron 2 unidades.
I-28 (Yak-5)
Prototipo de interceptor de gran altura con un motor Klimov M-105D desarrollado a partir del I-26-2. Se diferenciaba del I-26 principalmente por su fuselaje y cola construidos totalmente de metal. Un avión fue construido, tuvo su primer vuelo el 1 de diciembre de 1940. No entró en servicio debido a una serie de deficiencias en el motor, pero sirvió de base para el desarrollo de las versiones de gran altura, conocidas como Yakovlev Yak-7 y Yakovlev Yak-9.
I-30 (Yak-3)
Desarrollado a partir del I-26 con alas rediseñadas de metal, el peso y espacio ganados fueron utilizados para agregar armamento y aumentar la capacidad del depósito de combustible. Dos prototipos fueron construidos, I-30-1 armado con tres cañones de 20 mm ShKAS y dos ametralladoras ShKAS de 7,62 mm. y un I-30-2 con dos ShKAS adicionales. No entró en producción. Finalmente la designación Yak-3 fue reutilizada para un caza diferente (Ver Yakovlev Yak-3).
Varias versiones del Yak-1 no recibieron designación especial. Estos incluyen prototipos con motores Klimov VK-106 y Klimov VK-107.

## Operadores
Francia
- Fuerza Aérea de Francia Libre: escuadrón de caza Normandie-Niemen

 Polonia
- Fuerza Aérea del Ejército Polaco

 Unión Soviética
- Fuerza Aérea Soviética

 Yugoslavia
- Fuerza Aérea Yugoslava

## Historia operacional

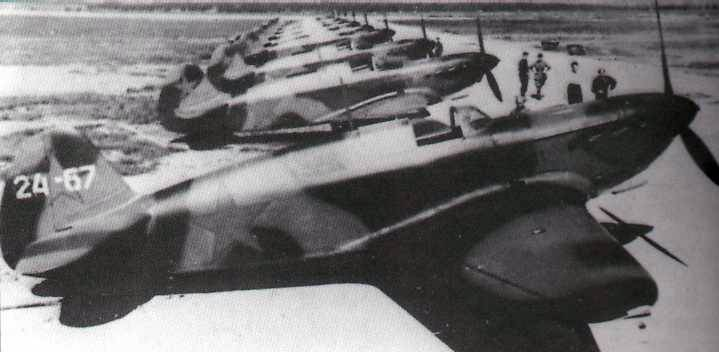
Yak-1

En el inicio de la Gran Guerra Patriótica el 22 de junio de 1941, 425 Yak-1 habían sido construidos, aunque algunos se encontraban en ruta o se encontraban desmontados. Pronto se descubrió que la mayoría de los combates aéreos se realizaban a  altitudes inferiores a  4.000 m, por lo que el Yak-1, que había sido diseñado como escolta de aviones de ataque a tierra (Il-2) pronto probó tener una significativa ventaja sobre sus competidores soviéticos. Para realizar un círculo completo el Yak-1 tardaba solo 17 segundos. El MiG-3, que tenía el mejor desempeño a gran altura, tenía un mal desempeño a bajas y medianas alturas, además su pobre armamento lo hacía inadecuado incluso para ataque a tierra. El LaGG-3 experimentó una significativa degradación en su desempeño (alrededor de 100 km/h menos en algunos aviones) con respecto a los prototipos, esto fue debido a la inexperiencia del fabricante con la construcción en madera contrachapada, que sufría deformaciones al estar expuesto a la intemperie. El contrachapado que cubría al Yak-1 también sufría de las inclemencias del tiempo, pero el marco de acero mantenía a la aeronave en gran parte intacta.
El Yak-1 fue bien recibido por los pilotos. Veinticuatro de estos aviones fueron enviados al escuadrón de élite femenino 586 IAP, cuyos pilotos incluían a las dos únicas ases femeninas: Katya Budanova (11 victorias) y Lydia Litvyak (12 victorias). El Yak-1 fue también el primer avión que equipó al 1.er. Regimiento Polaco de Caza "Warsaw" (en polaco 1 Pułk Lotnictwa Myśliwskiego "Warszawa") y al Escuadrón de Caza Normandie-Niemen francés.
La importancia de este avión en la Segunda Guerra Mundial siempre fue subestimada; los sucesores del Yak-1, los Yak-7, Yak-9 y Yak-3 tenían esencialmente el mismo diseño con sólo algunas modificaciones, pero debido a las convenciones de nombres de la Unión Soviética estos aviones recibieron diferentes designaciones; si tomamos en cuenta lo anterior, la familia de cazas Yak con motor a pistón son los aviones de caza más producidos de la historia, con cerca de 36.000 unidades, excediendo en unos cuantos cientos al avión soviético de ataque a tierra  más conocido, el Ilyushin Il-2 Shturmovik.

## Especificaciones (Yak-1B)

### Características generales
- Tripulación: 1
- Longitud: 8,50 m
- Envergadura: 10,00 m
- Altura: 2,99 m
- Superficie alar: 17,20 m²
- Peso vacío: 2394 kg
- Peso cargado: 2883 kg
- Planta motriz: 1× Motor lineal V12 refrigerado por líquido Klimov M-105PF.
  - Potencia: 880 kW (1280 HP)

### Rendimiento
- Velocidad nunca excedida (Vne): 592 km/h
- Radio de acción: 700 km
- Techo de vuelo: 10 050 m (32 972 pies)
- Régimen de ascenso: 15,4 m/s (3038 pies/min)
- Carga alar: 168 kg/m² (34 lb/ft²)
- Potencia/peso: 0,31 kW/kg (0,19 HP/lb)

### Armamento
- Ametralladoras: 

  - 2x Berezin UBS de 12,7 mm

- Cañones: 

  - 1x ShVAK automático de 20 mm
- Bombas: 

  - 2 de 60 o 100 kg ó
  - 6x cohetes RS-82

### Desarrollos relacionados
- Yakovlev Yak-3
- Yakovlev Yak-7
- Yakovlev Yak-9

### Aeronaves similares
- Focke-Wulf Fw 190
- Messerschmitt Bf 109
- Bell P-39 Airacobra
- Curtiss P-40
- Dewoitine D.520
- Macchi M.C.202 Folgore
- Kawasaki Ki-61
- Hawker Hurricane
- Supermarine Spitfire
- Lavochkin-Gorbunov-Goudkov LaGG-3
- Mikoyan-Gurevich MiG-1

### Secuencias de designación
- Aviones de caza de Yákovlev: Yak-1 • Yak-3 • Yak-7 • Yak-9 • Yak-15 • Yak-17 • Yak-23 • Yak-25 • Yak-28 • Yak-38

### Listas relacionadas
- Anexo:Aeronaves militares utilizadas en la Segunda Guerra Mundial